# Dacopsis medioflava
Dacopsis medioflava är en tvåvingeart som först beskrevs av Hardy 1974.  Dacopsis medioflava ingår i släktet Dacopsis och familjen borrflugor. Inga underarter finns listade i Catalogue of Life.